# بخش دره دیبانگ پایین
بخش دره دیبانگ پایین (به انگلیسی: Lower Dibang Valley district) یک منطقهٔ مسکونی در هند است که در آروناچال پرادش واقع شده‌است. بخش دره دیبانگ پایین ۵۴٬۰۸۰ نفر جمعیت دارد.